# Edelgas
| Chemische groepen         |
| ------------------------- |
| Alkalimetalen (1)         |
| Aardalkalimetalen (2)     |
| Scandiumgroep (3)         |
| Titaangroep (4)           |
| Vanadiumgroep (5)         |
| Chroomgroep (6)           |
| Mangaangroep (7)          |
| Platinagroep (8, 9 en 10) |
| Kopergroep (11)           |
| Zinkgroep (12)            |
| Boorgroep (13)            |
| Koolstofgroep (14)        |
| Stikstofgroep (15)        |
| Zuurstofgroep (16)        |
| Halogenen (17)            |
| Edelgassen (18)           |
| Lanthaniden               |
| Actiniden                 |
| Portaal Scheikunde        |

Een edelgas is een scheikundig element uit de edelgasgroep van het periodiek systeem. De overeenkomst van de elementen uit de edelgasgroep is de buitenste elektronenschil, die geheel gevuld is. Bijvoorbeeld de schil van helium is met de 1s²-configuratie vol en neon heeft een 1s²2s²2p6-configuratie waarmee de buitenste (tweede) schil geheel gevuld is.
Het gevolg van het volzitten van de buitenste schil is dat er geen energie te winnen is door twee atomen dicht bij elkaar te brengen en hun golffuncties te combineren. De covalentie van een edelgas is dus 0.

## Lage edelgassen
De lagere edelgassen helium en neon komen dan ook alleen voor als monoatomaire gassen, en gaan alleen in buitengewone omstandigheden verbindingen aan met andere elementen. Vanwege dit gebrek aan reactiviteit stonden de lage edelgassen vroeger ook wel bekend als 'de inerte gassen'.

## Zwaardere edelgassen
Van de zwaardere edelgassen krypton, xenon (en radon) zijn wel verbindingen mogelijk omdat de lege schillen buiten de volle schil laag genoeg in energie zijn om nog mee te kunnen doen aan het combinatiespel dat tot binding leidt. Argon neemt een tussenpositie in. Daarvan zijn excimeren bekend zoals ArF+. Dit is een kortlevend complex van argon en fluor waarvan alleen de aangeslagen toestand binding vertoont. Zodra het in de grondtoestand terugvalt, valt het complex uiteen. Het excimeer wordt wel in lasers toegepast.

## Elementen

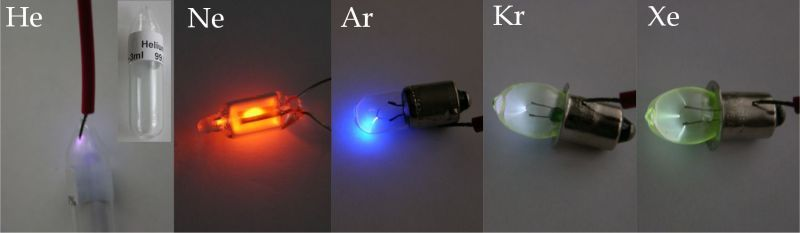
Edelgaslampen

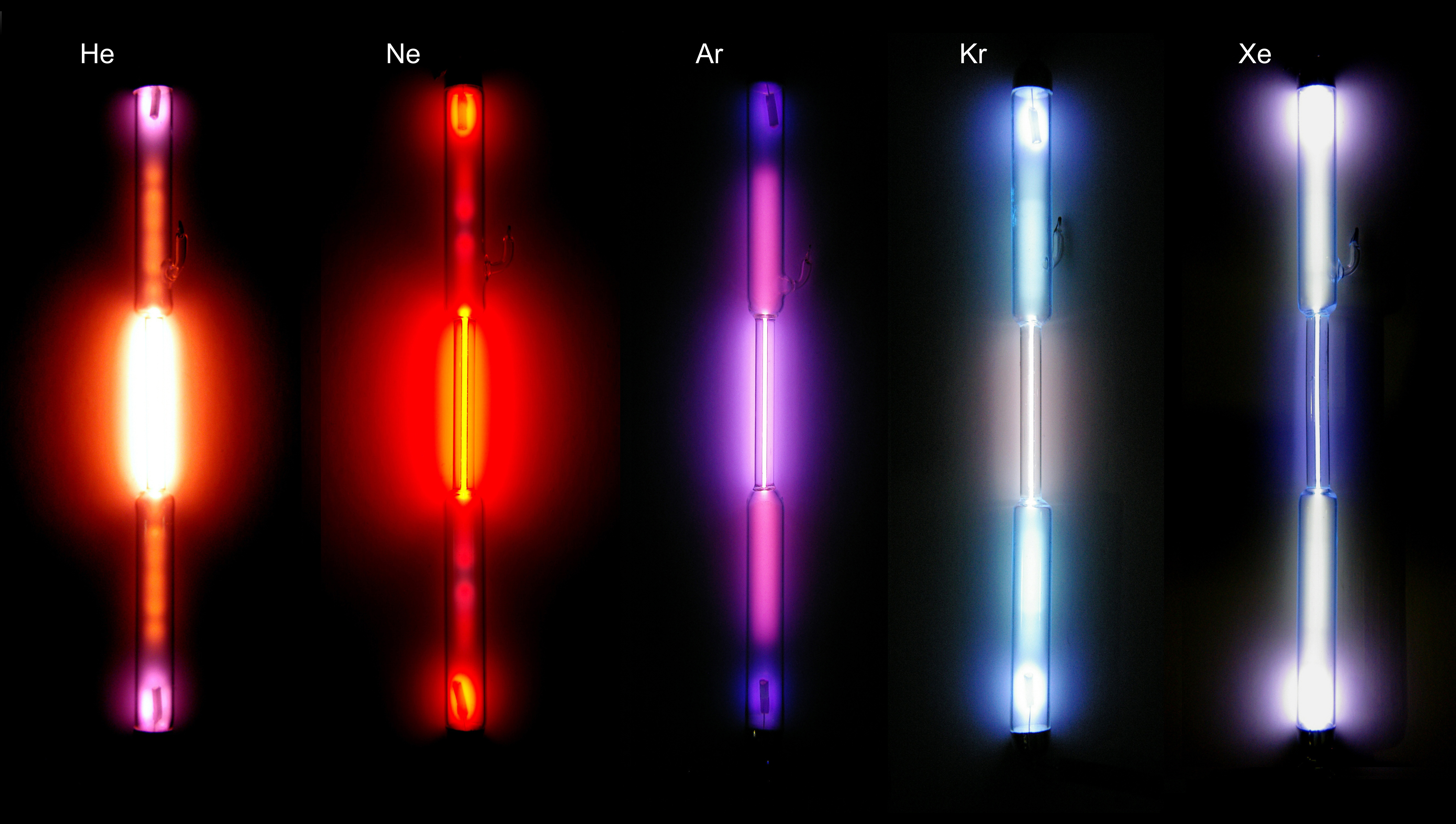
Edelgassen in gasontladingslampen

De elementen in de edelgasgroep zijn in het periodiek systeem hieronder groen gekleurd.
|             | 1 Ia        |             |                   |                   |                   |                   |                   |                   |                   |                   |                   |                   |         |        |        |        |         | 18 0   |
| 1           | 1 H         | 2 IIa       | Periodiek systeem | Periodiek systeem | Periodiek systeem | Periodiek systeem | Periodiek systeem | Periodiek systeem | Periodiek systeem | Periodiek systeem | Periodiek systeem | Periodiek systeem | 13 IIIa | 14 IVa | 15 Va  | 16 VIa | 17 VIIa | 2 He   |
| 2           | 3 Li        | 4 Be        |                   |                   |                   |                   |                   |                   |                   |                   |                   |                   | 5 B     | 6 C    | 7 N    | 8 O    | 9 F     | 10 Ne  |
| 3           | 11 Na       | 12 Mg       | 3 IIIb            | 4 IVb             | 5 Vb              | 6 VIb             | 7 VIIb            | 8 VIIIb           | 9 VIIIb           | 10 VIIIb          | 11 Ib             | 12 IIb            | 13 Al   | 14 Si  | 15 P   | 16 S   | 17 Cl   | 18 Ar  |
| 4           | 19 K        | 20 Ca       | 21 Sc             | 22 Ti             | 23 V              | 24 Cr             | 25 Mn             | 26 Fe             | 27 Co             | 28 Ni             | 29 Cu             | 30 Zn             | 31 Ga   | 32 Ge  | 33 As  | 34 Se  | 35 Br   | 36 Kr  |
| 5           | 37 Rb       | 38 Sr       | 39 Y              | 40 Zr             | 41 Nb             | 42 Mo             | 43 Tc             | 44 Ru             | 45 Rh             | 46 Pd             | 47 Ag             | 48 Cd             | 49 In   | 50 Sn  | 51 Sb  | 52 Te  | 53 I    | 54 Xe  |
| 6           | 55 Cs       | 56 Ba       | ↓                 | 72 Hf             | 73 Ta             | 74 W              | 75 Re             | 76 Os             | 77 Ir             | 78 Pt             | 79 Au             | 80 Hg             | 81 Tl   | 82 Pb  | 83 Bi  | 84 Po  | 85 At   | 86 Rn  |
| 7           | 87 Fr       | 88 Ra       | ↓↓                | 104 Rf            | 105 Db            | 106 Sg            | 107 Bh            | 108 Hs            | 109 Mt            | 110 Ds            | 111 Rg            | 112 Cn            | 113 Nh  | 114 Fl | 115 Mc | 116 Lv | 117 Ts  | 118 Og |
|             |             |             |                   |                   |                   |                   |                   |                   |                   |                   |                   |                   |         |        |        |        |         |        |
| Lanthaniden | Lanthaniden | Lanthaniden | 57 La             | 58 Ce             | 59 Pr             | 60 Nd             | 61 Pm             | 62 Sm             | 63 Eu             | 64 Gd             | 65 Tb             | 66 Dy             | 67 Ho   | 68 Er  | 69 Tm  | 70 Yb  | 71 Lu   |        |
| Actiniden   | Actiniden   | Actiniden   | 89 Ac             | 90 Th             | 91 Pa             | 92 U              | 93 Np             | 94 Pu             | 95 Am             | 96 Cm             | 97 Bk             | 98 Cf             | 99 Es   | 100 Fm | 101 Md | 102 No | 103 Lr  |        |